# La Jeune Fille et les Loups
Pour plus de détails, voir Fiche technique et Distribution.
La Jeune Fille et les Loups est un film français réalisé par Gilles Legrand, sorti en 2008.
Il s'agit du deuxième film réalisé par Gilles Legrand, après Malabar Princess, sorti en 2004.

## Synopsis
Dans une région montagneuse près de la frontière italienne, dans les années 1920, Angèle étudie pour devenir vétérinaire. Devant faire face au mépris des professeurs en raison de son sexe, elle décide de faire ses preuves en s'engageant auprès de Zhormov, un aventurier en quête d'animaux sauvages pour sa foire. Mais leur aéroplane s'écrase dans la montagne, et Angèle est blessée. Zhormov laisse Angèle avec un feu de camp et son pistolet, lui recommandant de ne pas s'endormir dans la neige, et part seul chercher du secours. 
Ils sont alors approchés par une meute de loups menaçants. Zhormov est rejoint par des gendarmes qui le conduisent à Émile, jeune industriel ambitieux, propriétaire des terrains de la montagne, et promis d'Angèle. Les gendarmes partis à la recherche du campement d'Angèle finissent par le retrouver désert…

## Fiche technique
- Titre : La Jeune Fille et les Loups
- Réalisation : Gilles Legrand
- Scénario : Gilles Legrand, Philippe Vuaillat et Jean Cosmos
- Story board : Entre femme et loup
- Production : Frederic Brillion
- Sociétés de production : Epithète Films / France 2 Cinéma / France 3 Cinéma / Cofinova 4 / Rhône-Alpes Cinéma
- Budget :
- Musique : Armand Amar
- Photographie : Yves Angelo
- Montage : Andréa Sedlackova
- Décors : Arnaud de Moleron
- Dressage : Pierre Cadéac, Steve Martin (loups)
- Soutien figurants : Françoise Pelissier
- Pays d'origine :  France
- Langue : français
- Lieux du tournage : Île-de-France, Italie, Rhône-Alpes (Sixt Fer à Cheval, Plateau des Glières, Cormet de Roselend, Cormet d'Arèches vers le Lac des fées, Saint-Nicolas-la-Chapelle, Chaucisse)
- Format : couleur
- Genre : drame
- Durée : 110 minutes (1 h 50 min)
- Date de sortie : 
  - France : 13 février 2008

## Distribution
- Laetitia Casta : Angèle
- Stefano Accorsi : Giuseppe
- Jean-Paul Rouve : Emile Garcin
- Michel Galabru : Albert Garcin
- Patrick Chesnais : Léon Amblard
- Miglen Mirtchev : Zhormov
- Lorànt Deutsch : Anatole
- Didier Bénureau : Jacob, le louvetier
- Urbain Cancelier : le médecin
- Jean-Michel Ribes : le directeur de l'école vétérinaire
- Laurent Gamelon : le maréchal-ferrant
- Yves Gasc : le notaire
- Elisa Tovati : Séréna danseuse
- Agnès Sourdillon : Rosette
- Sophie-Charlotte Husson : Madeleine Amblard
- Fabienne Chaudat : la postière
- Roland Marchisio : un gendarme
- Marc Jeangeorge : Un ouvrier de l'usine
- Eric Rozé : Figurant
- Jean-Paul Pélissier : Figurant
- Samuel Pélissier : Figurant

## Production

### Tournage
Le film a été en partie filmé sur le plateau des Glières en Haute-Savoie. Dans le film, la réalité rejoint la fiction durant quelques minutes : Laetitia Casta a réellement été modèle pour le buste de Marianne.

## Autour du film

### Un poème en guise de genèse
C'est le poème La Mort du loup d’Alfred de Vigny qui a inspiré ce film. Ce poème écrit en 1838, alors que Vigny se trouve retiré dans sa propriété du Maine-Giraud évoque la mort d'un loup, chassé par les hommes. Ce loup reste alors stoïque devant sa mort inéluctable.